# Eumacroxiphus varipes
Eumacroxiphus varipes är en insektsart som först beskrevs av Heinrich Hugo Karny 1925.  Eumacroxiphus varipes ingår i släktet Eumacroxiphus och familjen vårtbitare. Inga underarter finns listade i Catalogue of Life.